# Dar Moulay Ali

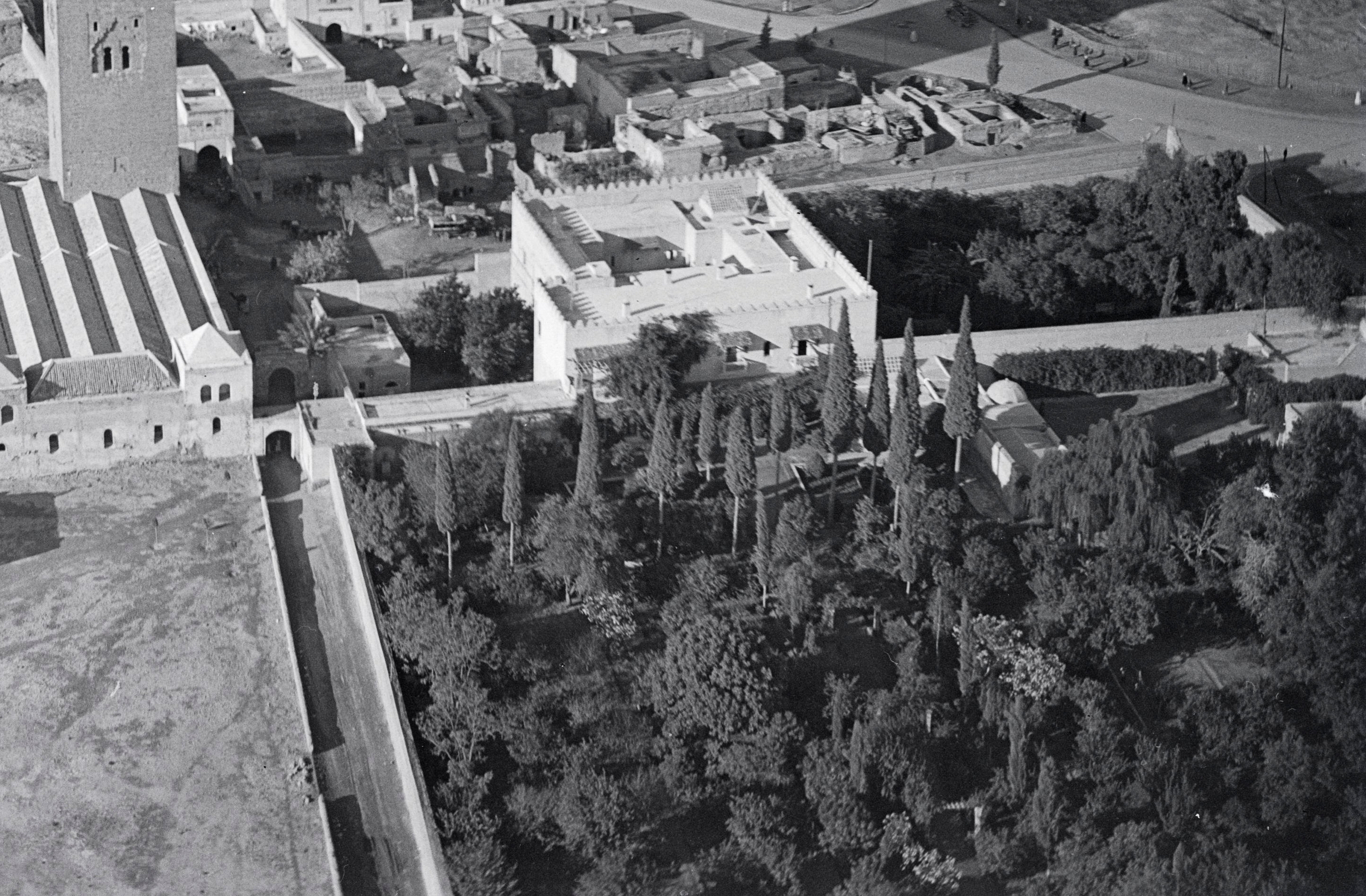
Dar Moulay Ali sur une photographie aérienne prise en 1930-1931, La mosquée Koutoubia est partiellement visible en haut à gauche de l'image. La résidence principale (en haut au milieu) est visible, ainsi que l'ancien jardin du riad (en haut à droite) qui formait son entrée principale depuis son côté est. Un plus grand jardin est situé sur son côté sud (partie basse de l'image).

Dar Moulay Ali est une demeure historique et un riad à Marrakech, au Maroc. Il est situé non loin de la mosquée Koutoubia. Il abritait jusqu'en 2017 le consulat de France à Marrakech. Depuis le déménagement du consulat à L'Hivernage, la demeure abrite un espace de rencontres baptisé Dar Moulay Ali – Maison de la France à Marrakech.

## Histoire
La résidence a été construite dans les années 1820, sous le règne du sultan Moulay Abderrahmane, par Sulaymān aš-Šiyaḍmī, un caïd de la tribu Chiadma. Le fils et successeur de Moulay Abderrahmane, Mohammed Ben Abderrahmane, a confisqué la résidence et l'a offerte à son frère Ali (Moulay Ali), en l'honneur duquel la résidence porte désormais le nom. Pendant le protectorat français au Maroc (1912-1956), il fut la résidence de divers officiers militaires. Depuis l'indépendance, la résidence abritait le consulat de France. En 2015, le bâtiment a été restauré,,, et en 2017, les locaux du consulat de France sont déménagés vers de nouveaux locaux plus adaptés situés à L'Hivernage. Dar Moulay Ali abrite depuis un espace de rencontres appelé Maison de la France à Marrakech.

## Architecture

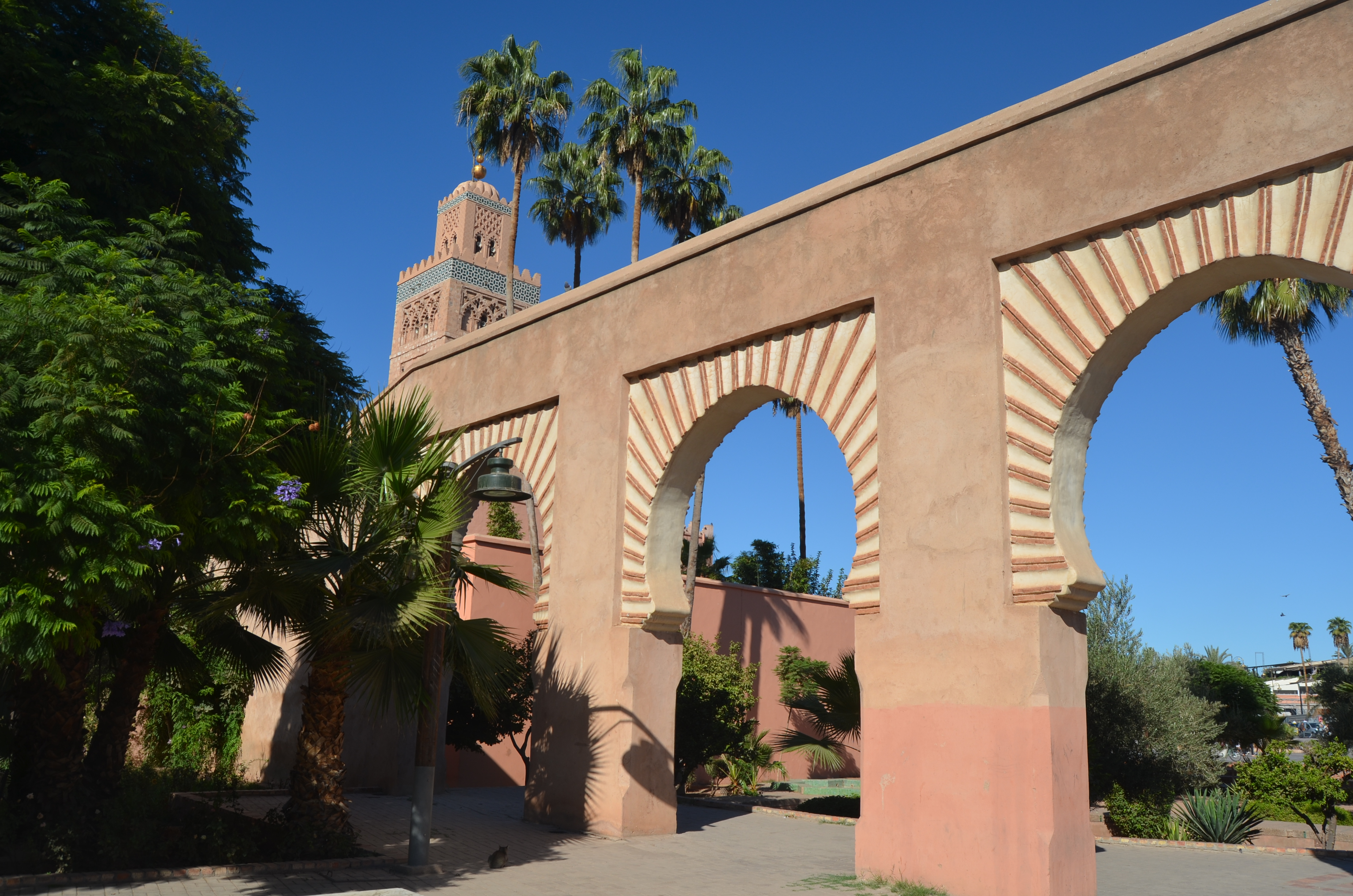
Arches et jardin à l'extérieur de Dar Moulay Ali aujourd'hui, autrefois partie du jardin extérieur (est) du palais

La résidence est située immédiatement à l'est de la mosquée Koutoubia, entre la mosquée et l'avenue Mohammed V. Il se compose d'une grande résidence de type riad, centrée autour d'un petit patio central sur lequel s'ouvrent des salons ornés. La demeure est décorée de motifs arabesques peints, de carreaux de zelliges et d'inscriptions épigraphiques arabes. Un imposant menzeh ou pavillon d'agrément se trouvait à l'origine sur son côté sud-ouest, à côté de la mosquée, mais celui-ci a été démoli dans les années 1920. L'entrée principale d'origine de la résidence se trouvait sur son côté nord-est, où un grand jardin de riad rectangulaire de type andalou (un jardin divisé en quatre parties par deux allées croisées, avec une fontaine centrale à l'intersection des allées) menait à un porche décoré devant le porte d'entrée. Le jardin du riad avait deux petites entrées extérieures sur son côté est, mais l'entrée principale de l'enceinte se faisait par une autre cour sur son côté sud. Cette cour et le jardin du riad ont cependant été en grande partie démolis au XXe siècle lors de l'agrandissement de la route principale côté est, bien que des traces en aient été conservées et soient visibles à l'extérieur des murs actuels de la résidence. Un parc-jardin encore plus vaste s'étendait du côté sud de la résidence et existe toujours aujourd'hui,.